# 남궁민 (고려)
남궁 민(南宮敏, 미상 ~ 미상)은 고려 후기의 문신이다. 본관은 함열(咸悅)이다. 벼슬이 간의(諫議)에 이르렀다.

## 생애
1336년(충숙왕 복위 5) 1월 채홍철(蔡洪哲)이 지공거(知貢擧)로 선발한 문과에 장원으로 급제하였다.
1347년(충목왕 3) 정치도감(整治都監)이 설치되었을 때 정치관(整治官)에 임명되었다. 음력 2월 18일(양력 3월 30일)에 남궁민은 경상도도민전(慶尙道度民田) 겸 안렴존무사(按廉存撫使)로 파견되어 경상도의 민호와 토지[民田]를 조사하였다. 정치관들은 친원파인 우정승 채하중(蔡河中)과 기황후의 동생 기주(奇柱) 등을 구속하였다. 음력 10월 26일(양력 11월 28일) 원나라와 기황후가 기황후의 친족 기삼만(奇三萬)이 전토를 빼앗고 불법을 저질러서 옥에 갇혔다가 죽자 이를 문제 삼아 직성사인(直省舍人) 승가노(僧家奴)을 파견하여 정치관(整治官)들을 구속하자 그도 장형을 맞고 문책을 당하였다.
남궁민은 벼슬이 간의(諫議)에 이르렀다.

## 가족
- 증조부 : 남궁득희(南宮得禧) 
  - 할아버지 : 남궁백(南宮伯) 
    - 아버지 : 남궁횡(南宮澋) 
      - 부인 : 이홍길(李弘吉)의 딸
        - 아들 : 남궁보
        - 아들 : 남궁개